# 荘清彦
荘 清彦（しょう きよひこ、1894年11月25日 - 1967年9月28日）は、日本の経営者。三菱商事社長を務めた。荘清次郎の次男。妻・花子は樺山資英の長女。

## 経歴
東京都出身。1920年に東京帝国大学経済学部を卒業し、三菱造船での勤務を経て、1932年に三菱商事に入社。機械部長、常務を経て、1948年に清光産業社長に就任し、1954年7月に三菱商事副社長に就任し、1960年7月には社長に昇格。1966年に会長に就任し、三菱重工業監査役、原子力産業会議評議員なども歴任。
1963年に藍綬褒章を受章し、1965年11月に勲二等瑞宝章を受章。
1967年9月28日、心筋梗塞のためにで死去。72歳没。